# Stephen Mather Wilderness
L'aire sauvage Stephen Mather (Stephen Mather Wilderness en anglais) est une zone naturelle protégée de 2 568 km2 située à l'intérieur du parc national des North Cascades dans le nord de l'État de Washington aux États-Unis. Elle tire son nom du tout premier responsable du Service National des Parcs.

## Description
La zone est entièrement située dans le complexe formé par le parc national des North Cascades, la Ross Lake National Recreation Area et la Lake Chelan National Recreation Area. Avec ses 2 568 km2, elle s'étend sur plus de 90 % du complexe. La région appartient à la zone montagneuse des North Cascades. La zone touche la Pasayten Wilderness au nord-est, la Mount Baker Wilderness au nord-ouest, la Glacier Peak Wilderness au sud-ouest et la Lake Chelan Sawtooth Wilderness au sud-est.

## Tourisme
La zone est accessible au public qui peuvent s'adonner à la randonnée et au camping. Le Pacific Crest Trail traverse par ailleurs l'aire sauvage.